# Onnodig links rijden (Nederland)
Onnodig links rijden of niet rechts aanhouden is een verkeersovertreding in het Nederlandse wegverkeer en staat beschreven in het Reglement verkeersregels en verkeerstekens 1990 onder artikel 3. De wet zegt dat alle bestuurders, op een weg met twee of meer rijstroken in dezelfde rijrichting, in de meest rechterrijstrook moeten rijden. Voor het overtreden van deze regel geldt anno 2022 een boetebedrag van €220.
Er zijn diverse omstandigheden wanneer het toegestaan is om niet rechts aan te houden:
- Tijdens een inhaalmanoeuvre. De politie van Rotterdam gaf in 2018 aan dat een voertuig maximaal tien seconden onnodig links mag rijden voordat het een bekeuring krijgt.[3]
- vlak voor en op een rotonde met meer dan een rijstrook per rijrichting.[4]
- Wanneer de rijstrook die rechts naast het voertuig ligt, gescheiden is door middel van blokmarkering.[5]
- Wanneer de naastgelegen rijstrook aan de rechterzijde afgesloten of afgekruist is door middel van een pijlwagen, rood kruis[6] of hulpdienstenvoertuig.
- Wanneer de naastgelegen rechter rijstrook van de eigen rijstrook is gescheiden door een doorgetrokken streep. Met uitzondering van een geopende spitsstrook.[7][8]

## Oorzaken
Er zijn een aantal oorzaken waarom bestuurders onnodig links rijden:
- Afleiding zoals het gebruik van een smartphone tijdens het rijden.
- Comfort[10]
- Automatisme[10]
- Te vroeg voorsorteren, omdat bijvoorbeeld de bebording aangeeft dat over bijvoorbeeld twee kilometer de linkerrijstrook afvalt. Echter mag er pas voorgesorteerd worden vanaf de blokmarkering.
- Bang zijn om op een cruciaal punt, zoals een weefvak, er niet meer tussen te komen. Een fenomeen dat voorkomt op 2x2 wegen met veel vrachtverkeer. Hier ontstaan 'treintjes' aan voertuigen die onnodig links rijden waarbij er vrij weinig afstand gehouden wordt. Er is hierdoor onvoldoende ruimte voor voertuigen die van rijstrook willen wisselen en dit leidt tot verkeersonveilige situaties.[9]
- Bij een geopende spitsstrook niet weten dat de doorgetrokken streep overschreden mag worden.[7]

## Gevolgen
Onnodig links rijden heeft een aantal gevolgen, zowel negatief als positief:
- Onnodig links rijden kan een aanleiding zijn voor andere weggebruikers om rechts in te halen.
- Onnodig links rijden kan een aanleiding zijn voor andere weggebruikers om te bumperkleven. Hier ontstaan 'treintjes' aan voertuigen die onnodig links rijden waarbij vrij weinig afstand gehouden wordt. Er is hierdoor onvoldoende ruimte voor voertuigen die van rijstrook willen wisselen, wat leidt tot verkeersonveilige situaties zoals kop-staartbotsingen en kettingbotsingen,[9] een fenomeen dat vaak voorkomt op 2x2-wegen met veel vrachtverkeer.
- Het verkeersbeeld kan rustiger ogen doordat er minder van rijstrook gewisseld wordt.[9]
- Het vermindert de capaciteit van een weg, omdat alle rijstroken niet volledig benut kunnen worden wanneer het druk is.[11]

## Bestrijding
De overheid zet twee middelen in bij het terugdringen van onnodig links rijden. De politie is verantwoordelijk voor de handhaving en wegbeheerders zijn verantwoordelijk voor preventie en bewustwording. Dit kan bijvoorbeeld via mottoborden of mottoteksten op DRIP's.

## Voorbeelden

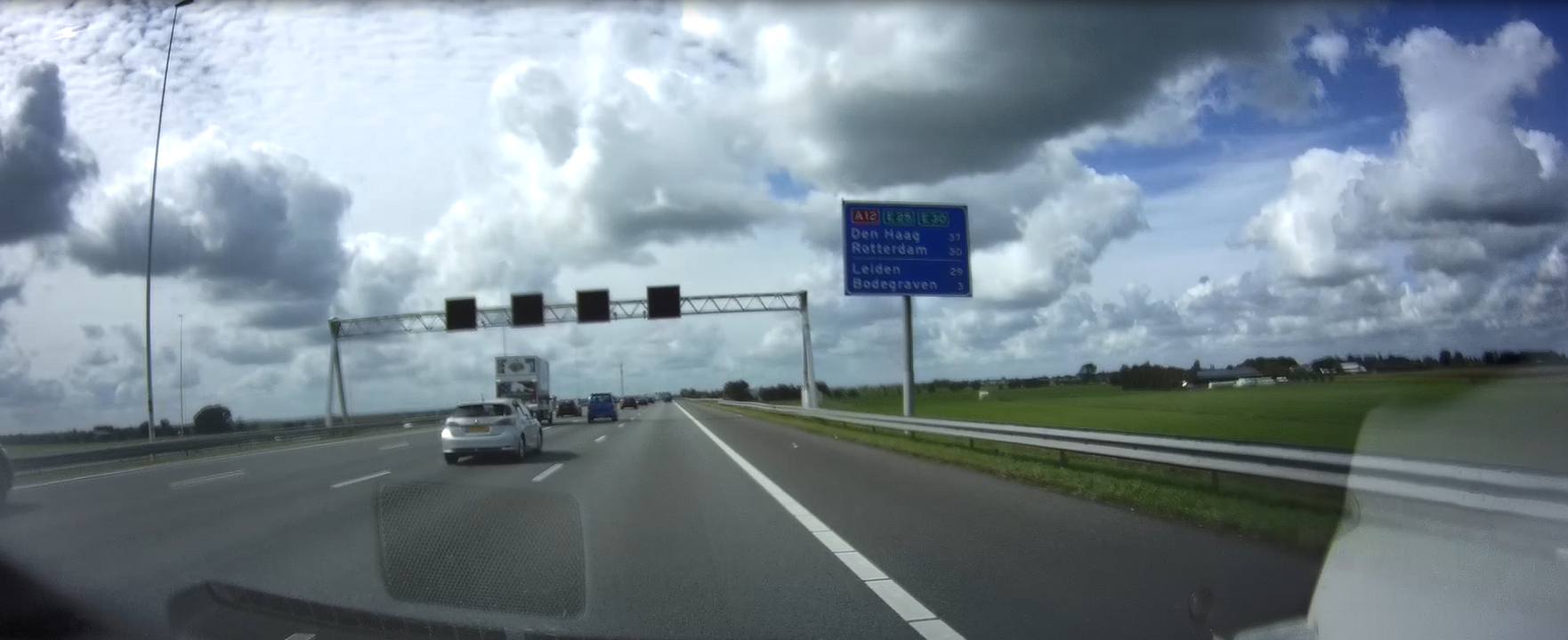
Diverse voertuigen rijden onnodig links op de derde rijstrook van de A12 ter hoogte van Bodegraven.
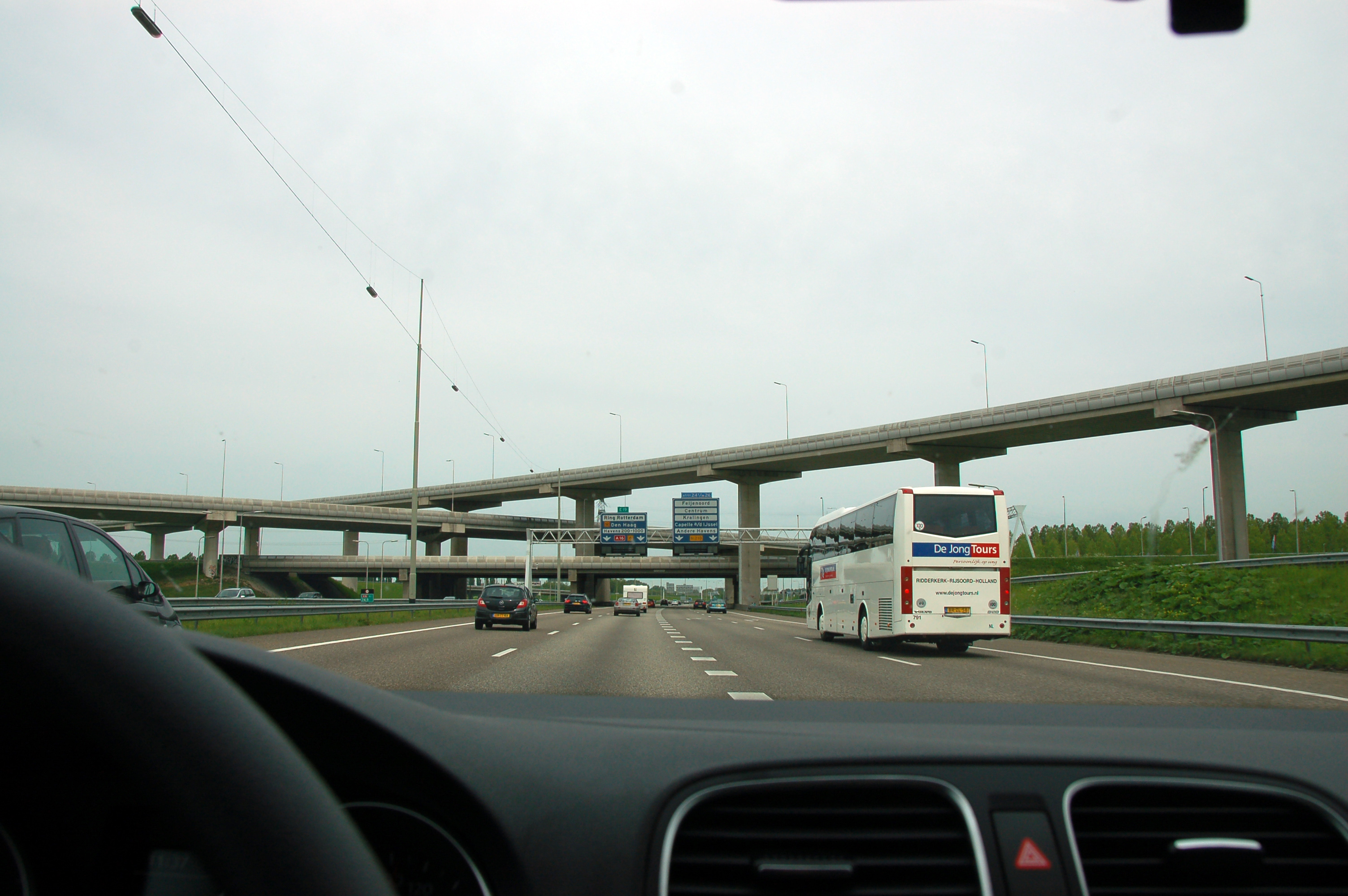
Het is toegestaan om op rijstrook twee te blijven rijden, omdat er aangrenzend aan de rechterzijde blokmarkering aanwezig is.
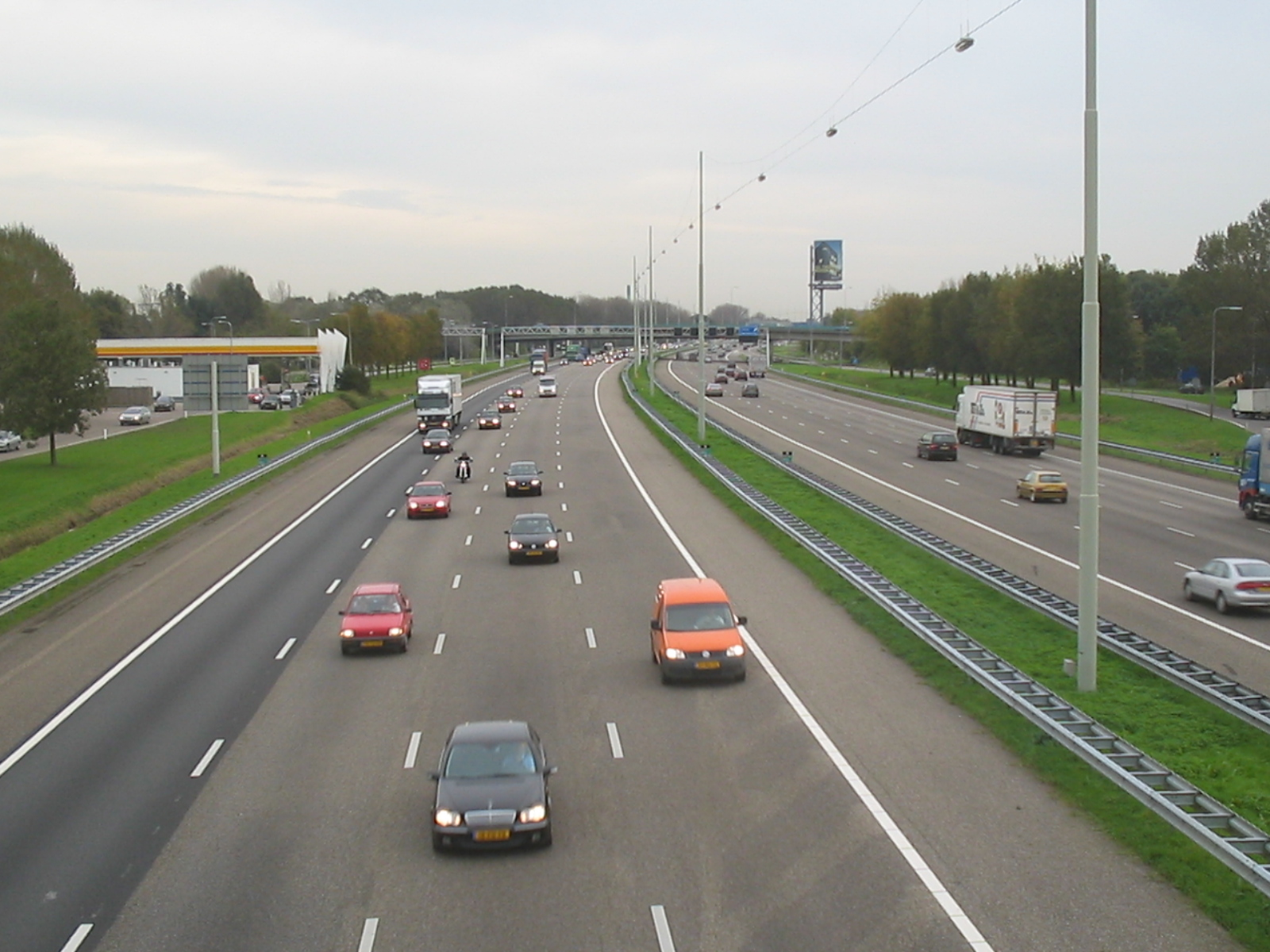
De voertuigen op rijstrook drie rijden onnodig links, omdat de meest rechterrijstrook (rijstrook 4) vrij is.
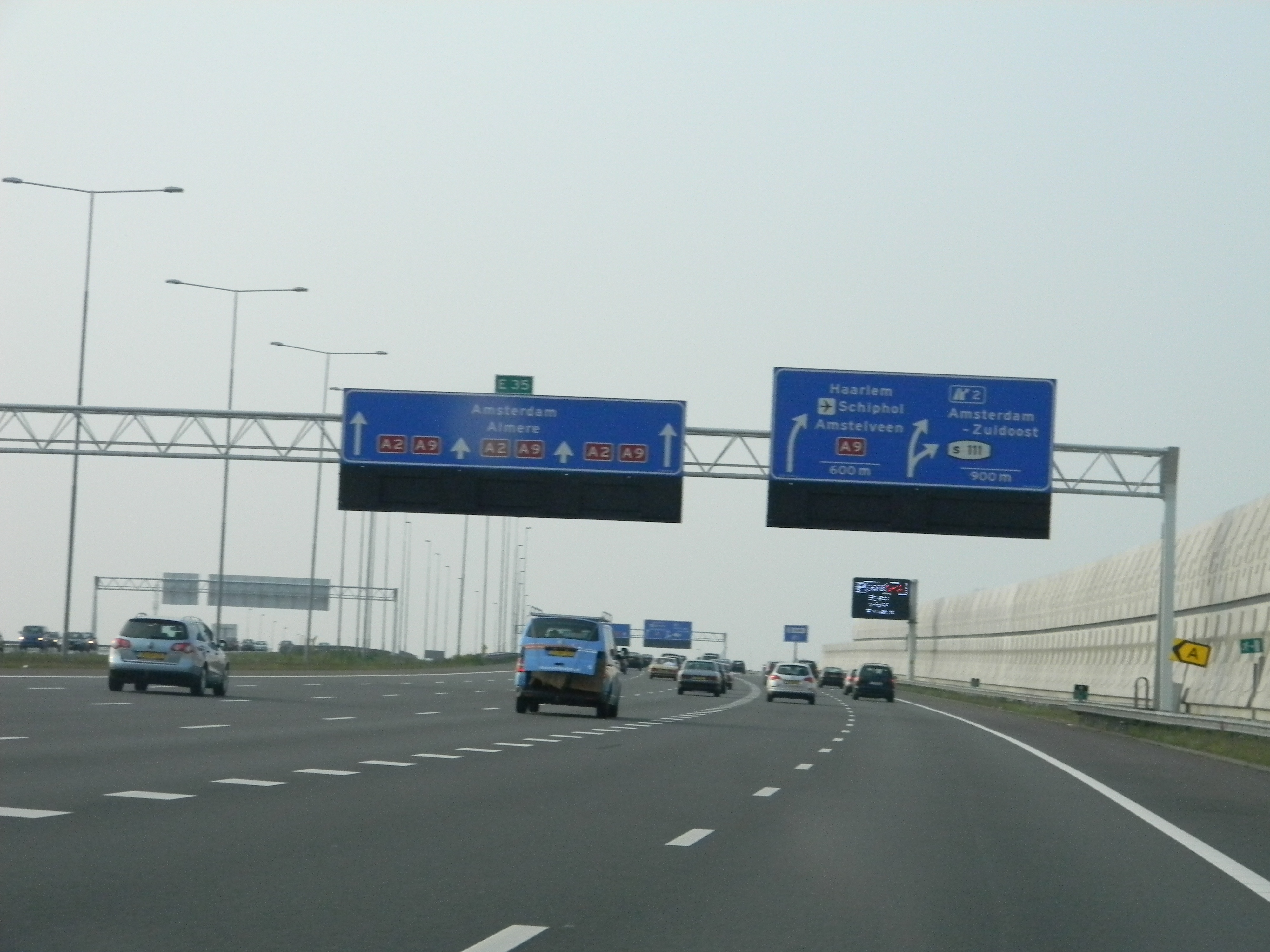
Het blauwe voertuig mag in rijstrook vier blijven rijden, omdat er rechts aangrenzend blokmarkering aanwezig is.
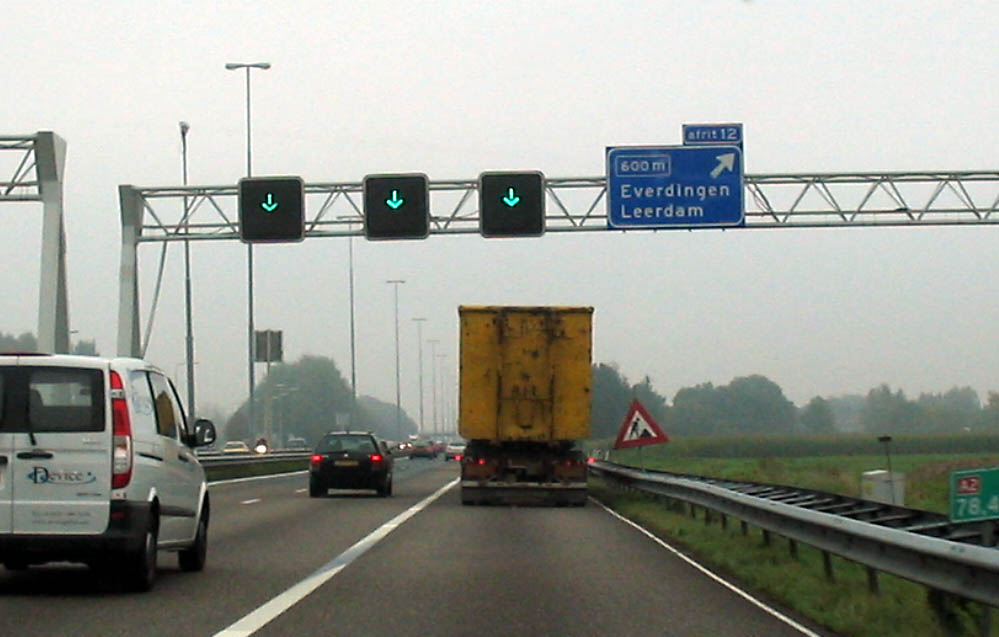
Bij een geopende spitsstrook mag de doorgetrokken streep overschreden worden.
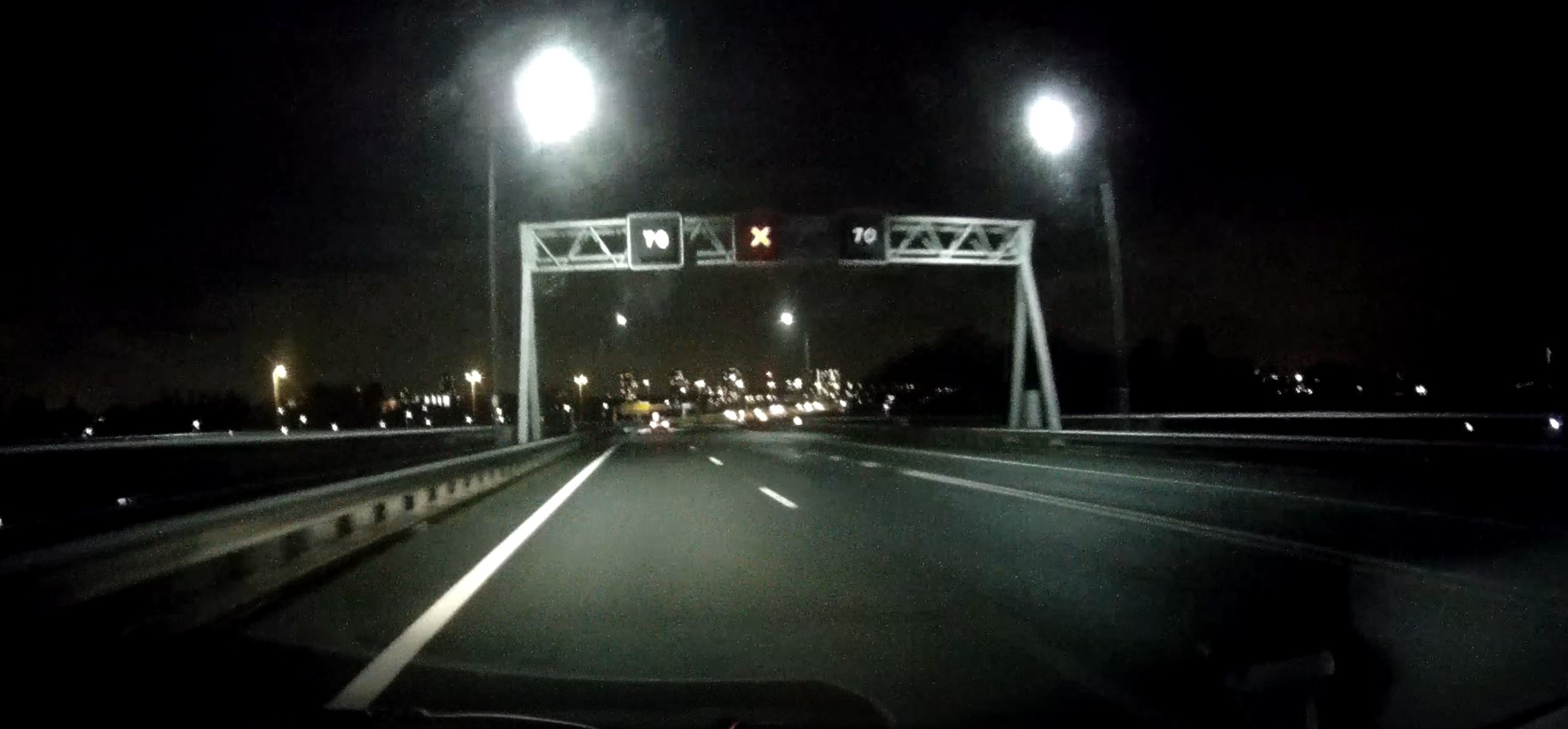
Het is toegestaan om in rijstrook 1 te blijven rijden, omdat er een rood kruis boven rijstrook 2 zichtbaar is.

## Trivia
- Tijdens discussies of in opiniestukken worden ten onrechte geregeld termen zoals: linkerbaan, banen, linkerrijbaan toegepast.[13] Dit is feitelijk onjuist. Verkeerskundig gezien is de linkerbaan de rijbaan die volgens de hectometerpalen zich links bevindt.[14] Het woord rijstrook en rijbaan wordt hier door elkaar gehaald.

## Landen waar links wordt gereden
Ongeveer 65% van de wereld rijdt aan de rechterkant, waar 35% aan de linkerkant rijdt.
Landen waar links wordt gereden:
- Botswana
- Kenia
- Lesotho
- Malawi
- Mauritius
- Mozambique
- Namibië (vanaf 1918)
- Oeganda
- Seychellen
- Sint-Helena (VK)
- Swaziland
- Tanzania (in Tanganyika vanaf 1919)
- Zambia
- Zimbabwe
- Zuid-Afrika
- Bangladesh
- Bhutan
- Brunei
- Hongkong (in tegenstelling tot elders in China)
- India
- Indonesië
- Japan
- Macau (in tegenstelling tot elders in China)
- Maleisië
- Maldiven
- Nepal
- Oost-Timor (reden rechts 1928-1976)
- Pakistan
- Singapore
- Sri Lanka
- Thailand
- Alderney (VK)
- Cyprus
- Guernsey (VK)
- Ierland
- Jersey (VK)
- Man (VK)
- Malta
- Verenigd Koninkrijk
- Amerikaanse Maagdeneilanden (VS)
- Anguilla (VK)
- Antigua en Barbuda
- Bahama's
- Barbados
- Bermuda (VK)
- Britse Maagdeneilanden (VK)
- Dominica
- Grenada
- Jamaica
- Kaaimaneilanden (VK)
- Montserrat (VK)
- Saint Kitts en Nevis
- Saint Lucia
- Saint Vincent en de Grenadines
- Trinidad en Tobago
- Turks- en Caicoseilanden (VK)
- Australië
- Christmaseiland (Australië)
- Cocoseilanden (Australië)
- Cookeilanden (Nieuw-Zeeland)
- Fiji
- Kiribati
- Nauru (vanaf 1918)
- Nieuw-Zeeland
- Niue (Nieuw-Zeeland)
- Norfolk (Australië)
- Papoea-Nieuw-Guinea
- Pitcairneilanden (VK)
- Salomonseilanden
- Samoa (vanaf 7 september 2009)
- Tokelau (Nieuw-Zeeland)
- Tonga
- Tuvalu
- Falklandeilanden (VK)
- Guyana
- Suriname